# Nahr-e Ariz
Nahr-e Ariz (em persa: نهرعريض, também romanizada como Nahr-e ‘Arīẕ) é uma aldeia do distrito rural de Nasar, no condado de Abadan, na província de Khuzistão, Irã.
Segundo o censo de 2006, sua população era de 210 habitantes, em 41 famílias.